# 利馬諾瓦縣

49°42′2″N 20°25′36″E / 49.70056°N 20.42667°E
利馬諾瓦縣（波蘭語：Powiat limanowski），是波蘭的縣份，位於該國東南部，由小波蘭省負責管轄，首府設於利馬諾瓦，面積952平方公里，2006年人口121,658，人口密度每平方公里130人。